# 仲菲菲
仲菲菲 （1995年4月16日—），中国女歌手，中非混血儿。创造营2020参赛者。

## 个人资料
父亲非洲人，母亲中国人 。有在中国及非洲的成长经历。并因为目睹战争带给孩子的阴影而影响自己从而去学习国际安全及反恐专业。
16岁时，创立孤儿院慈善组织。
2014年，本科就读于波士顿大学国际关系专业。研究生就读于約翰斯·霍普金斯大學国际安全反恐专业 。
2020年，作为中国青年代表参与中国环球电视网CGTN的“中非创新实验室”项目，为外国网友介绍中国。

## 演艺经历
2020年5月参加创造营2020。最终排名第27。
同年11月，首支个人作词单曲《B.U.R.N》，在全球全平台发布。

## 音乐作品

### 单曲
| 年份   | 名稱                 | 作詞曲                 | 附註         |
| ------ | -------------------- | ---------------------- | ------------ |
| 2020年 | 《B.U.R.N》          | 仲菲菲作词，周冠儒作曲 | 首张个人单曲 |
| 2020年 | 《Christmas Coming》 | 仲菲菲作词，周冠儒作曲 |              |

### 创造营2020时期
| 发行时间 | 歌曲名称（歌曲说明）                                      | 原唱者           |
| 2020     | 《Me Too》（初舞台）                                      | Meghan Trainor   |
| 2020     | 《青鸟》 （第一次公演曲目）                               | 生物股長         |
| 2020     | 《你最最最重要》（主题曲）                                | 创造营2020练习生 |
| 2020     | 《一步成詩》（《创造营2020》第二次公演位置测评表演曲目）  | 王诗安           |
| 2020     | 《River》 （《创造营2020》六一特别街头快闪舞台）          | Bishop Briggs    |
| 2020     | 《Ice Queen》（《创造营2020》第三次公演原创曲目表演曲目） | 原创曲目         |

## 影视作品

### 综艺节目
| 综艺节目                 | 播出平台 | 播出时间   | 内容搭档 |
| 《创造营2020》           | 腾讯视频 | 2020.05.02 |          |
| 《高能少年的新年第一课》 | 腾讯微视 | 2021.01.03 |          |

## 外部連結
- 仲菲菲的新浪微博